# Sonata para piano n.° 4 (Prokófiev)

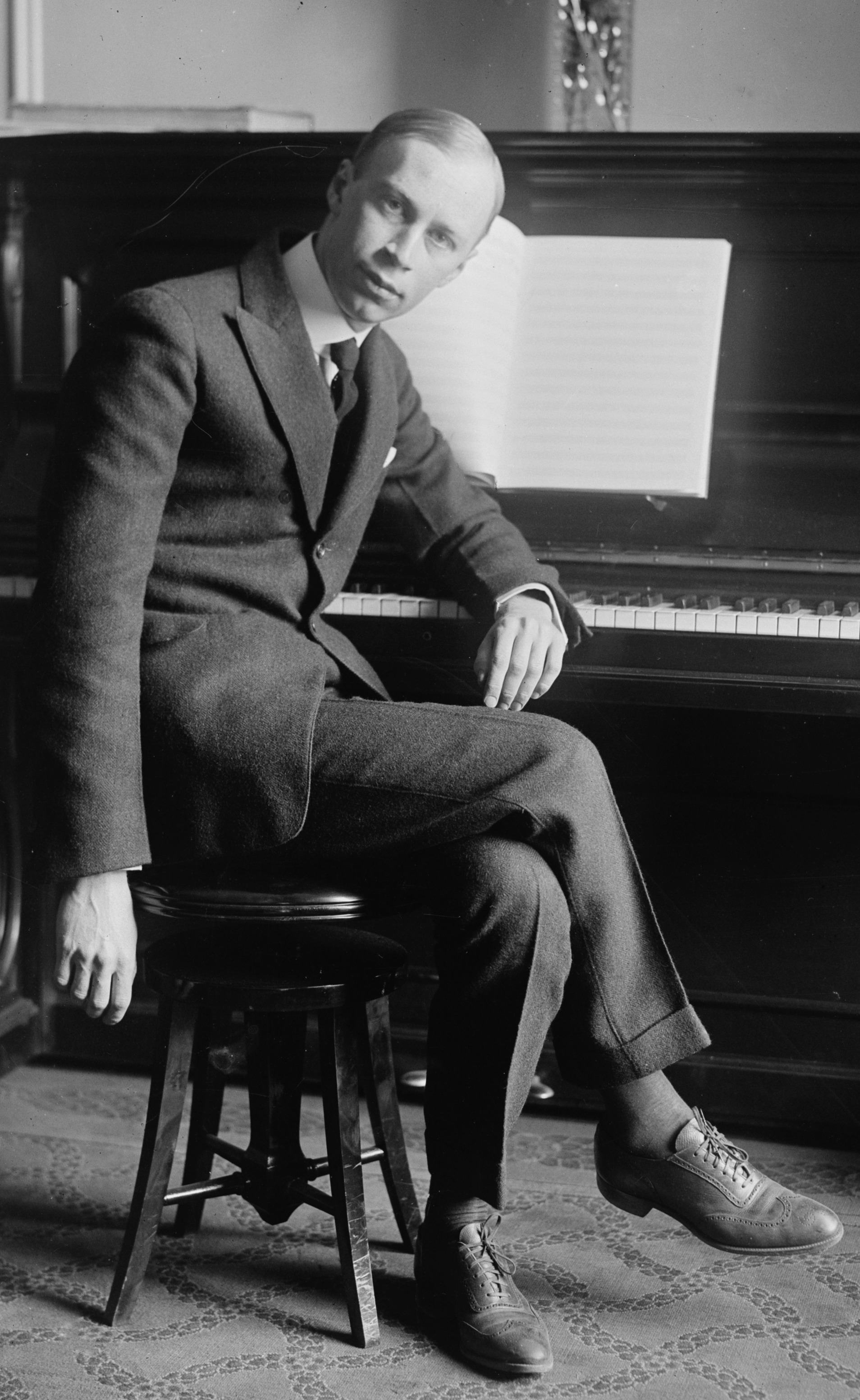
Sergei Prokofiev 1918

La Sonata para piano n.º 4 op.29 en do menor, subtitulada A partir de viejos cuadernos, es una obra compuesta por Serguéi Prokófiev en 1917.
Esta sonata se basa en parte en algunas de las primeras obras inacabadas de Prokófiev. Su carácter oscuro, poco común en su música, se puede vincular al contexto histórico de la Primera Guerra Mundial o quizás a un acontecimiento personal como el suicidio de su íntimo amigo “Max” Schmidthoff, a quien dedicó la obra póstumamente. El Andante era una de las piezas favoritas de Prokófiev y el único movimiento de una de sus sonatas que grabó.

## Composición
Prokófiev compuso esta sonata a partir de temas registrados en sus cuadernos, de ahí el subtítulo A partir de viejos cuadernos. Desde muy joven había adquirido la costumbre de registrar numerosas ideas musicales que surgían de su mente extraordinariamente fértil, anotándolas en cuadernos de bocetos temáticos, igual que hacía Beethoven. "Un tema es algo fugaz", dijo con humor a un entrevistador estadounidense en 1918; “viene, se va y a veces nunca regresa. Algunos de mis críticos ciertamente podrían decir que cuantos menos temas míos se repitan, mejor ".
En abril de 1917, Prokófiev escribió en su diario: “Estaba ocupado reelaborando una suite para instrumentos de cuerda en la 4.ª sonata… estaba buscando un nuevo andante para ésta: Tenía un andante así entre mis obras para la clase de forma musical, pero no pude encontrar el manuscrito perdido... Me alegré cuando recordé el Andante de la Sinfonía en mi menor [1908], que funcionaba igual de bien en el piano. En cuanto a la sinfonía, dudo que alguna vez pueda sacarla del polvo que la cubre ". En su autobiografía, Prokófiev indica otra fuente para la sonata: el final inacabado Sonata n.º 5 compuesta en el Conservatorio en 1908. Completó la composición cuando estalló la Revolución de Octubre.
Está dedicada a la memoria de Maximilian Anatolyevich Schmidthof, pianista y amigo íntimo a quien Prokófiev conoció en el Conservatorio de Petrogrado en 1908 y que se suicidó en mayo de 1913 tras enviarle una carta anunciando su acción. Prokófiev también le dedicó su Segunda Sonata y su Segundo Concierto para piano. Sviatoslav Richter, en sus entrevistas con Bruno Monsaingeon, analiza las declaraciones suicidas de Schmidthoff: “Hay pocas obras trágicas de Prokófiev, cuyo carácter era bastante alegre y positivo, pero estas tres, la 2ª y 4ª sonatas y el 2º Concierto, lo son ".
La Sonata fue estrenada por el compositor el 17 de abril de 1918, en Petrogrado, tres semanas antes de que el compositor se embarcara para su exilio en los Estados Unidos, y fue publicada por Gutheil ese mismo año.

## Análisis de la obra
La Sonata tiene tres movimientos:
1. Allegro molto sostenuto
2. Andante assai
3. Allegro con brio ma non leggiero

El primer movimiento comienza de manera velada con un tema serio, como si fuera un cuento. El segundo tema, más suave pero marcado “bajo pesado” con efectos narrativos en la mano derecha, refuerza esta impresión de misterio y leyenda. El desarrollo es contrapuntístico, superponiendo los dos temas y culmina en fortissimi. La recapitulación atenúa un poco la gravedad en favor del lirismo; el segundo tema reaparece una octava más arriba. Este movimiento tiene similitudes con la Sonata Skazka (Cuento de hadas) opus 25 n.º 1 de Nikolaï Medtner compuesta en 1910-1911.
El segundo movimiento, cuya línea sinuosa sube y baja lentamente en semitonos, como un arco, ofrece al compositor incomparables posibilidades de variación y recuerda a una exuberante pintura orquestal. Prokófiev consideraba a este movimiento tan lírico como uno de sus mayores éxitos y a menudo lo tocaba como bis. En 1934 le devolvió a su forma sinfónica original (op. 29a).
El tercer movimiento es una especie de imitación irónica y brillante del estilo clásico, como en la Sinfonía Clásica que compuso al mismo tiempo. La forma rondó-sonata es típica de los compositores de la época clásica y el acompañamiento por un bajo de Alberti, característico de ciertas obras para piano de Mozart, se recuerda en la mano izquierda en el primer tema, pero Prokófiev lo adorna con saltos y disonancias. El tema central del “paseo” evoca un momento de felicidad rural típico de Prokófiev. La coda está precedida por varios trazos ascendentes similares al comienzo del movimiento y termina con una tríada "falsa", que algunos intérpretes parecen intentar ocultar, quizás para no dar la impresión a un público desinformado de que se han perdido el final.

## Estilo
En las notas que acompañan al conjunto completo de grabaciones de las sonatas de Prokófiev interpretadas por Boris Berman, él mismo afirma lo siguiente:
    No está claro si la calidad contenida, incluso inquietante, de gran parte de la Cuarta Sonata se relaciona de alguna manera directa con la muerte de Schmidthof, pero ciertamente llama la atención que los dos primeros movimientos comiencen de manera sombría en el registro bajo del piano. El Allegro molto sostenuto es la intrigante y adecuada notación del primero, en el que prevalece un estado de ánimo vacilante e incierto, lo contrario de la habitual confianza en sí mismo de Prokófiev. El segundo movimiento Andante assai alterna entre declaraciones cada vez más elaboradas del tema inicial y un episodio lírico nostálgico que recuerda a un Etude-tableau de Rachmaninov. Finalmente los dos temas se escuchan combinados. Con el estruendoso final, Prokófiev parece volver a sentirse él mismo. Pero a pesar de toda la diversidad con la que se varía el tema principal, hay menos vistosidad en esta obra esencialmente más bien introvertida que en cualquiera de las otras sonatas para piano.
En sus propias notas que acompañan al conjunto completo de grabaciones de las obras para piano de Prokófiev realizadas por Frederic Chiu, David Fanning escribe:
    En polos opuestos del despliegue de alta energía de su gemela, la Cuarta Sonata mira hacia adentro. Su primer movimiento es el más tenebroso de todas las Sonatas. Enterrado profundamente en el tercio inferior del teclado, donde el movimiento cercano y los acordes completos hablan con dificultad, la colocación irregular de motivos arrastrados de dos notas en tiempo triple crea una pulsación ambigua, que la aparición posterior de una melodía ligera y chirriante no ayuda en nada a aclarar. Este juego con el ritmo y el sonido fue un experimento poco común para Prokófiev, cuyo género musical preferido era la marcha y cuya constante inteligibilidad rítmica es una alegría para los bailarines de ballet de todo el mundo. El segundo movimiento no da tregua a la oscuridad. Persiste la atmósfera turbia, creada por las múltiples capas de actividad musical, que también refleja los orígenes del movimiento como obra sinfónica. Prokófiev, el bromista, hace una aparición tardía pero inconfundible en el final y, como siempre, se mueve en la delgada línea entre la diversión y la ofensa. La música comienza parodiando los acompañamientos de bajo de Alberti, tan comunes en la escritura para piano clásico, anima lo que de otro modo sería una serie anodina de arpegios descendentes al “perder” la parte inferior de cada grupo por medio tono y, por lo demás, crea estragos al extraviar al azar las melodías.

## Discografía
Nikolaï Luganski, Erato (Warner Classics), 2003.